# Sungai Jering (Kuantan Tengah)
Sungai Jering is een bestuurslaag in het regentschap Kuantan Singingi van de provincie Riau, Indonesië. Sungai Jering telt 4823 inwoners (volkstelling 2010).